# Filloa

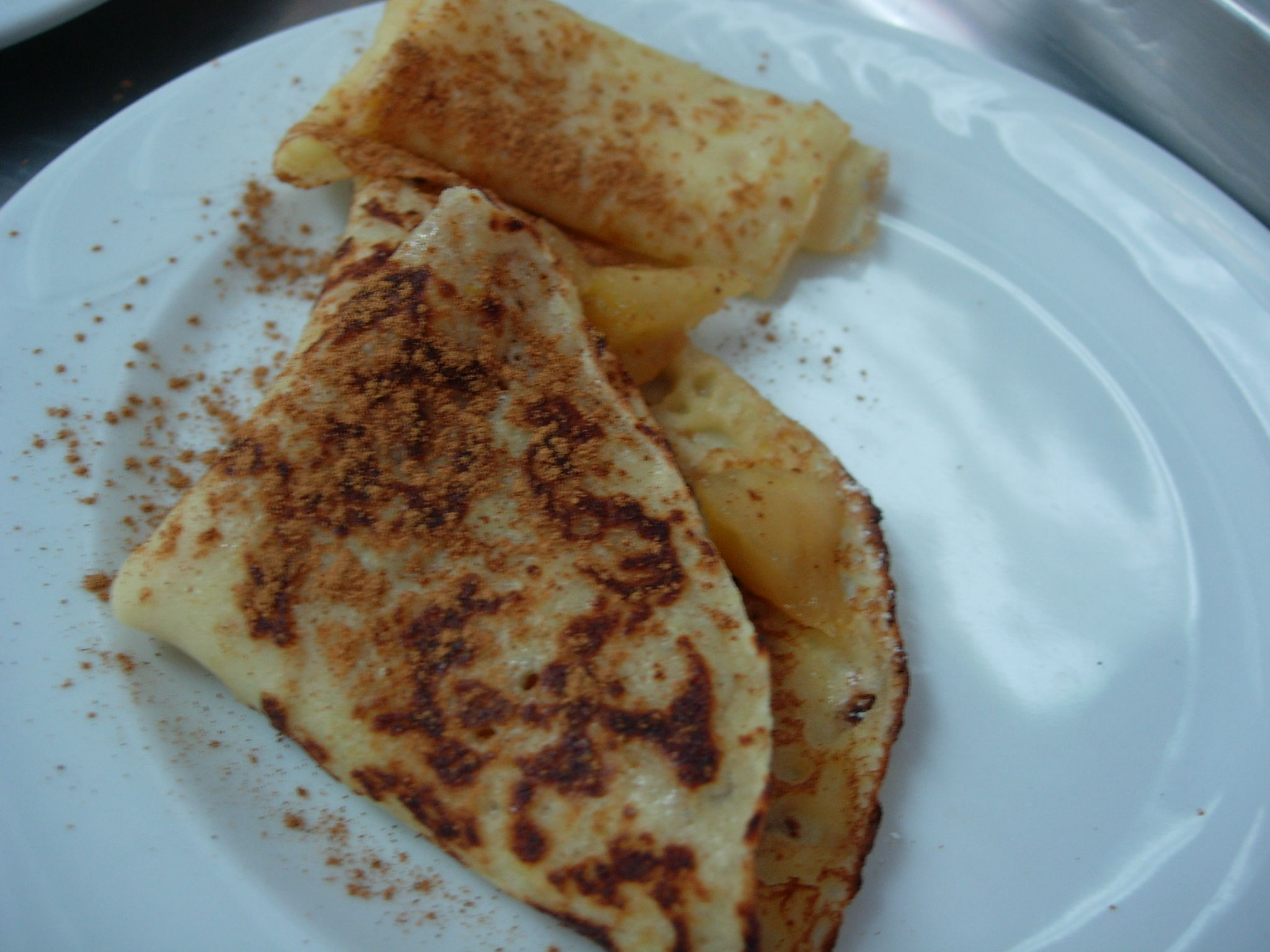
Filloas recheias de compota de maçã.

A filloa, também chamada freixó, é uma sobremesa típica da Galiza. Os ingredientes básicos são farinha, leite e ovos, podendo incluir também, na época da matança do porco, sangue de porco.
A massa é preparada de forma que possa formar uma camada delgada no fundo duma frigideira, passada com umas pinceladas de manteiga ou outra gordura.
São típicas nas festas do entrudo.

## Etimologia
A palavra galega filloa, tal como acontece com a palavra portuguesa filhó, provém do latim foliola (pequena folha).